# Комплекс от гробници на Когурьо
Комплексът от гробници на Когурьо (хангъл: 고구려 고분군, ханджа: 高句麗古墳群) е разположен в Северна Корея.
През юли 2004 г. става първия обект на територията на КНДР, включен в Списъка на световното културно и природно наследство на ЮНЕСКО.
Комплексът се състои от 63 индивидуални гробници, намиращи се в севернокорейските градове Пхенян и Нампхо. Те са останали от времето на раннофеодалната държава Когурьо (създадена от едноименното племе когурьо), която в периода между V и VII в. е сред най-могъщите в Североизточен Китай и на Корейския полуостров. Комплексът от гробници всъщност е най-важната част, която е останала днес от културата на Когурьо.
Известна част от гробниците са украсени със стенописи. Общо има над 10 000 гробници на Когурьо, но от разкопаните днес на територията на Китай и КНДР само в около 90 (в КНДР) има стенописи. По-голямата част от тях влизат в състава на Комплекса от гробници на Когурьо, вписан в Списъка на световното културно и природно наследство на ЮНЕСКО. Предполага се, че този комплекс е използван за погребване на владетелите и други членове на управляващия род. Стенописите представляват уникална картина на ежедневието на хората от този исторически период.
При включването на Комплекса от гробници на Когурьо в Списъка на световното наследство на ЮНЕСКО са взети под внимание следните критерии.
- стенописите представляват шедьовър на изкуството от този исторически период, а самите гробници свидетелстват за висок технологичен потенциал в държавата Когурьо;
- културата на Когурьо оказва въздействие върху цяла Източна Азия, включително Япония;
- комплексът представлява изключителна възможност за добиване на информация за културата на Когурьо, всекидневния живот и погребалните традиции, характерни за тази държава;
- гробниците на Когурьо са прекрасен образец на тази погребална традиция.

|  | Тази страница частично или изцяло представлява превод на страницата „Комплекс гробниц Когурё“ в Уикипедия на руски. Оригиналният текст, както и този превод, са защитени от Лиценза „Криейтив Комънс – Признание – Споделяне на споделеното“, а за съдържание, създадено преди юни 2009 година – от Лиценза за свободна документация на ГНУ. Прегледайте историята на редакциите на оригиналната страница, както и на преводната страница, за да видите списъка на съавторите. ВАЖНО: Този шаблон се отнася единствено до авторските права върху съдържанието на статията. Добавянето му не отменя изискването да се посочват конкретни източници на твърденията, които да бъдат благонадеждни. |